# Однорідний простір
Однорідний простір — множина {\displaystyle M} разом з заданою на ній транзитивною дією деякої групи {\displaystyle G}. Елементи множини M називаються точками однорідного простору, група {\displaystyle G} — групою рухів, або основною групою однорідного простору.

## Пов'язані означення
Будь-яка точка {\displaystyle x} однорідного простору {\displaystyle M} визначає підгрупу
- {\displaystyle G_{x}=\{g\in G|gx=x\}}

основної групи {\displaystyle G}. Вона називається групою ізотропії, або стаціонарною підгрупою, або стабілізатором точки {\displaystyle x}. Стабілізатори різних точок пов'язані в групі {\displaystyle G} за допомогою внутрішніх автоморфізмів.